# کلیف ریچی
 کلیف ریچی (انگلیسی: Cliff Richey؛ زاده ۳۱ دسامبر ۱۹۴۶) یک تنیس‌باز اهل ایالات متحده آمریکا است.